# ビン姫
ビン姫（びんひめ、慶長12年（1607年） - 慶安3年閏10月26日（1650年12月19日）は、松江藩第3代藩主堀尾忠晴の正室。奥平家昌の娘。母は本多忠勝の次女・法明院。

## 生涯
慶長15年（1610年）6月12日、第2代将軍徳川秀忠（大叔父に当たる）の養女となり、雲州松江城へ輿入れした。
寛永10年（1633年）に夫が死去し、堀尾宗家が断絶した以後は実家へ戻った。
慶安5年（1652年）死去。東海寺に葬られた。法名は雲松院長天正久大姉。清光院_(品川区)にビン姫とその両親の墓が現存する。